# خان تشاه كوران
خان تشاه كوران (بالفارسية: کاروانسرای چاه کوران) هو خان تاريخي يعود إلى عصر القاجاريون، ويقع في مقاطعة راور.